# Analyse quantitative (droit)
Pour les articles homonymes, voir Analyse quantitative.
 (août 2024).
 (novembre 2024).
En droit, l'analyse quantitative est l'utilisation de mathématiques, souvent dérivées des probabilités, pour mettre au point et utiliser des modèles permettant aux juristes, chercheurs et autres intellectuels de s'attaquer à quatre problèmes :
- les biais académiques et judiciaires,
- l'insécurité juridique,
- le vide juridique,
- l'irrationnalité.